# Dikmen, Kızıltepe
Dikmen là một thị trấn thuộc huyện Kızıltepe, tỉnh Mardin, Thổ Nhĩ Kỳ. Dân số thời điểm năm 2010 là 3.209 người.